# Iñaki Basiloff
Iñaki Basiloff (Neuquén, 28 de abril de 2001) es un deportista argentino que compite en natación adaptada. Ganó dos medallas en los Juegos Paralímpicos de París 2024.

## Palmarés internacional
| Juegos Paralímpicos | Juegos Paralímpicos | Juegos Paralímpicos | Juegos Paralímpicos |
| Año                 | Lugar               | Medalla             | Prueba              |
| ------------------- | ------------------- | ------------------- | ------------------- |
| 2024                | París (Francia)     | Medalla de oro      | 200 m estilos SM7   |
| 2024                | París (Francia)     | Medalla de bronce   | 400 m libre S7      |